# Turbonilla textilis
Turbonilla textilis är en snäckart som först beskrevs av Kurtz 1860.  Turbonilla textilis ingår i släktet Turbonilla och familjen Pyramidellidae. Inga underarter finns listade i Catalogue of Life.

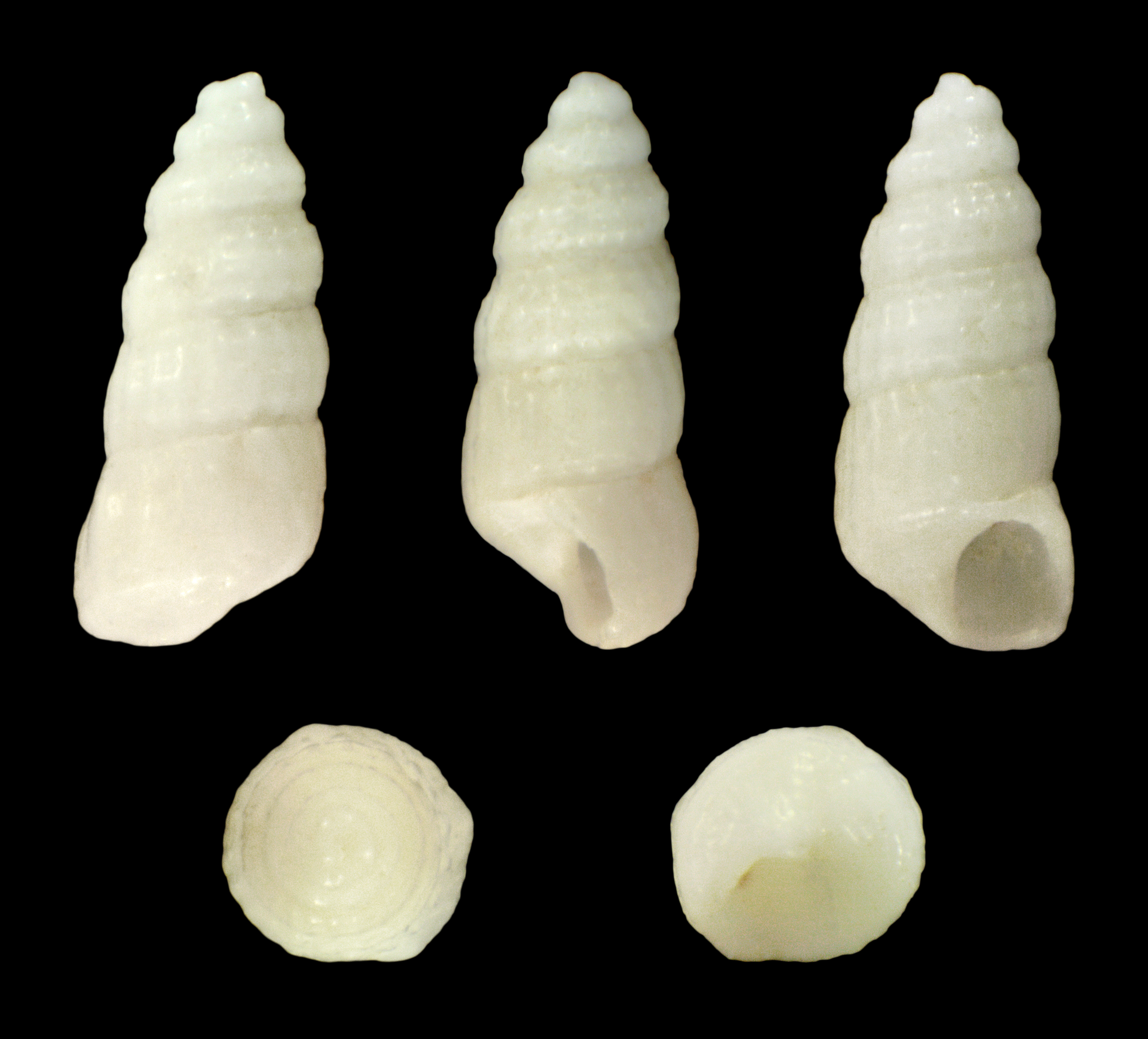